# Lidia Kalestyńska
Lidia Anna Kalestyńska z domu Bogdanowicz (ur. 22 grudnia 1928 w Warszawie, zm. 8 lutego 2010 w Grójcu) – polska historyk ruchu robotniczego.

## Życiorys
Córka Jana i Anny z domu Tomaszewskiej. Była członkiem Związku Walki Młodych. W latach 1950–1953 studiowała ekonomikę budownictwa w Szkole Głównej Planowania i Statystyki. Ukończyła historię na Uniwersytecie Warszawskim w 1956. Pracowała w Zakładzie Historii Partii przy KC PZPR. Autorka haseł w Polskim słowniku biograficznym i Słowniku biograficznym działaczy polskiego ruchu robotniczego.
Wraz z Aleksandrem Kochańskim i Wiesławą Toporowicz wydała obszerną publikację biograficzną Księga Polaków uczestników rewolucji październikowej 1917-1920: biografie, zawierającą ok. 7700 biogramów Polaków, którzy brali udział w rewolucji i wojnie domowej w Rosji.
Jej mężem był Andrzej Jerzy Kalestyński, pracownik Głównego Instytutu Fizyki Technicznej i asystent w Katedrze Fizyki Politechniki Warszawskiej. 
Pochowana na nowym Cmentarzu Parafialnym w Grójcu przy ul. Mogielnickiej.

## Wybrane publikacje
- Księga Polaków uczestników rewolucji październikowej 1917-1920: biografie, oprac. Lidia Kalestyńska, Aleksander Kochański, Wiesława Toporowicz, przy współudziale Leonarda Dubackiego i Heleny Kozłowskiej, Warszawa: Książka i Wiedza 1967.
- Wielka Socjalistyczna Rewolucja Październikowa, Warszawa: Muzeum Lenina 1969.